# Terremoto de Puyo de 2018
El terremoto de Puyo de 2018 fue un movimiento sísmico de magnitud 5.2 Mw , ocurrido el miércoles 31 de enero de 2018 a las 18:13, a una profundidad de 20.5 kilómetros. Tuvo lugar en la ciudad de Puyo perteneciente a la Provincia de Pastaza situada en el oriente ecuatoriano. El sismo dejó como saldo a una víctima de 12 años quien perdió la vida tras el colapso de una pared y también se reportaron daños en infractuturas. El movimiento, también fue sentido en ciudades como Ambato, Quito y Guayaquil. Poco después del primer movimiento, se registró otra réplica de 3.6 de magnitud, según el informe del Instituto Geofísico de la Escuela Politécnica Nacional de Ecuador.

## Generalidades
El terremoto ocurrió a las 18:13 UTC-5 y fue precedido por 3 replicas (2 de magnitud 3.6 y 1 de magnitud 3.8). El epicentro del sismo se situó a 33 kilómetros del Puyo y a una profundidad de 20.5 kilómetros según el informe del Instituto Geofísico de La Escuela Politécnica Nacional de Ecuador.

## Impacto
El sismo también fue sentido en ciudades aledañas cómo Tena y Puerto Francisco de Orellana y de otras provincias, cómo Ambato y Baños. El movimiento telúrico dejó de víctima a una niña de 12 años, tras el colapso de una pared en una vivienda ubicada en el cantón Huamboya.